# Phare de Punta Duprat
Le phare de Punta Duprat (en espagnol : Faro Punta Duprat) est un phare actif situé sur Molo de Abrigo (es) du port de Valparaíso (Province de Valparaíso), dans la Région de Valparaíso au Chili.
Il est géré par le Service hydrographique et océanographique de la marine chilienne dépendant de la Marine chilienne.

## Histoire
La première station de signalisation maritime du port de Valparaiso a été établie en 1921. 
Le phare actuel, mis en service en 1980 a remplacé un phare rond en béton de conception similaire, qui a été supprimé en raison des dégâts causés par les tremblements de terre. En 1983 sa portée est passée de 16 à 20 milles nautiques.

## Description
Le phare actuel  est une tour octogonale en fibre de verre, avec une galerie et une lanterne circulaire de 16 m de haut. La tour est peinte en blanc avec une bande rouge et la lanterne est rouge. Il émet, à une hauteur focale de 21 m, un éclat blanc par période de 5 secondes. Sa portée est de 20 milles nautiques (environ 37 km).
Identifiant : ARLHS : CHI-068 - Amirauté : G1875 - NGA : 111-1260 .

## Caractéristique dufeu maritime
Fréquence : 5 secondes (W)
- Lumière : 07 seconde
- Obscurité : 4.3 secondes

|                    |
| Port de Valparaiso |

|          |
| Le phare |

### Lien connexe
- Liste des phares du Chili